# Bojos de l'aire
Bojos de l'aire (The Flying Deuces) és una comèdia cinematogràfica del 1939 dirigida per A. Edward Sutherland i amb l'actuació del duet còmic format per Laurel i Hardy. Nora Bayes i Jack Norworth van compondre per a la pel·lícula la cançó Shine On, Harvest Moon. Ha estat doblada al català.

## Sinopsi
Després d'un desengany amorós, el jove Ollie decideix allistar-se a la legió estrangera amb el seu amic Stan, que creu que és un disbarat però el segueix. Al cap de poc temps, descobreixen que ha estat una gran equivocació. Tot i això, ja és massa tard i només els queda una opció: desertar.

## Repartiment
Principals membres del repartiment acreditats (per ordre de crèdits a la pantalla) i papers:
| Actor             | Paper      |
| ----------------- | ---------- |
| Stan Laurel       | Stan       |
| Oliver Hardy      | Ollie      |
| Jean Parker       | Georgette  |
| Reginald Gardiner | Francois   |
| Charles Middleton | Commandant |
| Jean Del Val      | sergent    |
| Clem Wilenchick   | Corporal   |
| James Finlayson   | Jailor     |